# Zintegrowany system biblioteczny
Zintegrowany system biblioteczny – program komputerowy lub zespół modułów umożliwiający całościowy proces zarządzania biblioteką.

## Udostępniane funkcje
Wśród modułów zintegrowanego systemu bibliotecznego wyróżnia się:
- gromadzenie – zarządzanie fizycznymi zbiorami;
- opracowanie formalne i rzeczowe – opisywanie i katalogowanie księgozbioru;
- udostępnianie – wypożyczanie i obsługa czytelników;
- raportowanie i statystyki;
- elektroniczny, publiczny katalog biblioteczny (OPAC) – umieszczany zazwyczaj na witrynie biblioteki.

Dostępna może być także integracja z systemami dodatkowymi:
- zabezpieczanie zbiorów – oparte na RFID zabezpieczenie księgozbioru i ew. automatyczna obsługa wypożyczeń;
- digitalizacja zbiorów – przechowywanie elektronicznej wersji zbiorów i ew. integracja z narzędziami do digitalizacji;
- wymiana opisów bibliotecznych – oparta na protokole Z39.50 w standardowych zbiorach lub OAI-PMH w wypadku zbiorów zdigitalizowanych.

Jednym z elementów systemu bibliotecznego jest także elektroniczny, publiczny katalog biblioteczny (OPAC), umieszczany zazwyczaj na witrynie biblioteki.

## Systemy biblioteczne w Polsce
Poniższa tabela przedstawia najpopularniejsze programy w bibliotekach publicznych (wojewódzkich i im podległych) według badań SBP. Podana liczba to liczba placówek używających dany program.
| Nazwa programu | Producent                  | 2010 | 2012 |
| -------------- | -------------------------- | ---- | ---- |
| Sowa           | Sokrates-software          | 1076 | 1326 |
| MAK            | BN                         | 1434 | 1102 |
| MAK+           | Instytut Książki           | 49   | 560  |
| LIBRA          | MOL                        | 384  | 429  |
| Mateusz        | Mirosław Domański          | 121  | 364  |
| Aleph          | Ex Libris                  | 199  | 313  |
| Prolib         | Sygnity Business Solutions | 173  | 223  |
| PATRON         | MOL                        | 145  | 169  |
| HORIZON        | Dynix                      | 1    | 43   |
| VIRTUA         | VTLS                       | 2    | 4    |
| Inne           | –                          | 96   | 125  |

Inne systemy używane w Polsce:
- CO-LIBER
- Koha